# Lenní hold
Lenní hold (hold, holdování, z něm. Huld, Huldigung) je akt uzavření lenního vztahu, kdy nabyvatel léna veřejně uznává svrchovanost (často i nadřazenost) propůjčovatele („seniora“) a přísahá mu věrnost. Stává se tak jeho leníkem (vazalem, manem). Léno a lenní vztah (lat. feudum) je základem feudálního uspořádání společnosti.
Odtud v přeneseném smyslu „vzdát někomu hold“ znamená vyjádřit svoji úctu. respekt. Naopak v ironickém významu „holdovat něčemu“ znamená poddat se, propadnout např. alkoholu.